# فريدريك غروفز
فريدريك غروفز (بالإنجليزية: Frederick Groves)‏ (1 يناير 1891 في المملكة المتحدة - 1 يناير 1965) هو لاعب كرة قدم بريطاني (وحمل سابقاً جنسية المملكة المتحدة لبريطانيا العظمى وأيرلندا) في مركز الهجوم. لعب مع تشارلتون أثلتيك ونادي أرسنال.